# 莫里安大奴
《莫里安大奴》（福爾摩沙語：Meryaandanoo）是在喬治·撒瑪納札的作品《福爾摩啥》中出現的一位虛構人物，是一位統治日本與虛構國度嘉德阿威亞（即被架空的福爾摩沙）的遠東地區的帝王。事實上，縱觀日本歷史，並無存在過這位天皇或藩主。

## 生平
莫里安大奴出生於中國，年少時東渡日本。因受人提拔而進入宮中從事下賤的奴役，在工作期間接受教育，聰穎的他受到日本皇帝查扎金（Chazadjin）的重用，被安插至軍中。他升官迅速，終於成為一人之下萬人之上的禁衛軍首領「大卡里爾漢」（Great Carilhan）。除皇帝之外，莫里安大奴也深受皇后信任。然而，他卻利用兩人對他的信任，挑撥離間二人，設計殺害皇帝與皇后，奪取皇位。

## 人名原型
根據後世研究指出，喬治·撒瑪納札筆下的「莫里安大奴」其實是「瑪麗」（Mary）、「安妮」（Anne）、「大奴」（dano）的合成。其中「大奴」其實源自日語中的敬語，而「瑪麗」與「安」則分別來自詹姆斯二世之女瑪麗二世以及安妮·海德。

## 外部連結
- Selections from An Historical and Geographical Description of Formosa （页面存档备份，存于）